# 酢酸カドミウム
酢酸カドミウム（さくさんカドミウム、英Cadmium acetate）はカドミウムの酢酸塩で、化学式Cd(CH3COO)2で表される化合物。無水物と二水和物とがある
。

## 用途
陶磁器の製造、電気めっき、染色、硫黄・セレン・テルルの分析試薬として用いられる。

## 生成
酸化カドミウムと酢酸、または硝酸カドミウムと無水酢酸との反応により生成する。
{\displaystyle {\ce {CdO\ + 2 CH3COOH -> Cd(CH3COO)2\ + H2O}}}

## 安全性
日本の毒劇法では劇物に指定されている。不燃性であるが、加熱により分解し、酸化カドミウムを含む有毒ガスを生じる。ラットに経口投与した場合の半数致死量は333mg/kgで、長期的には腎臓や骨に影響を及ぼす。